# Arosa Bärenland

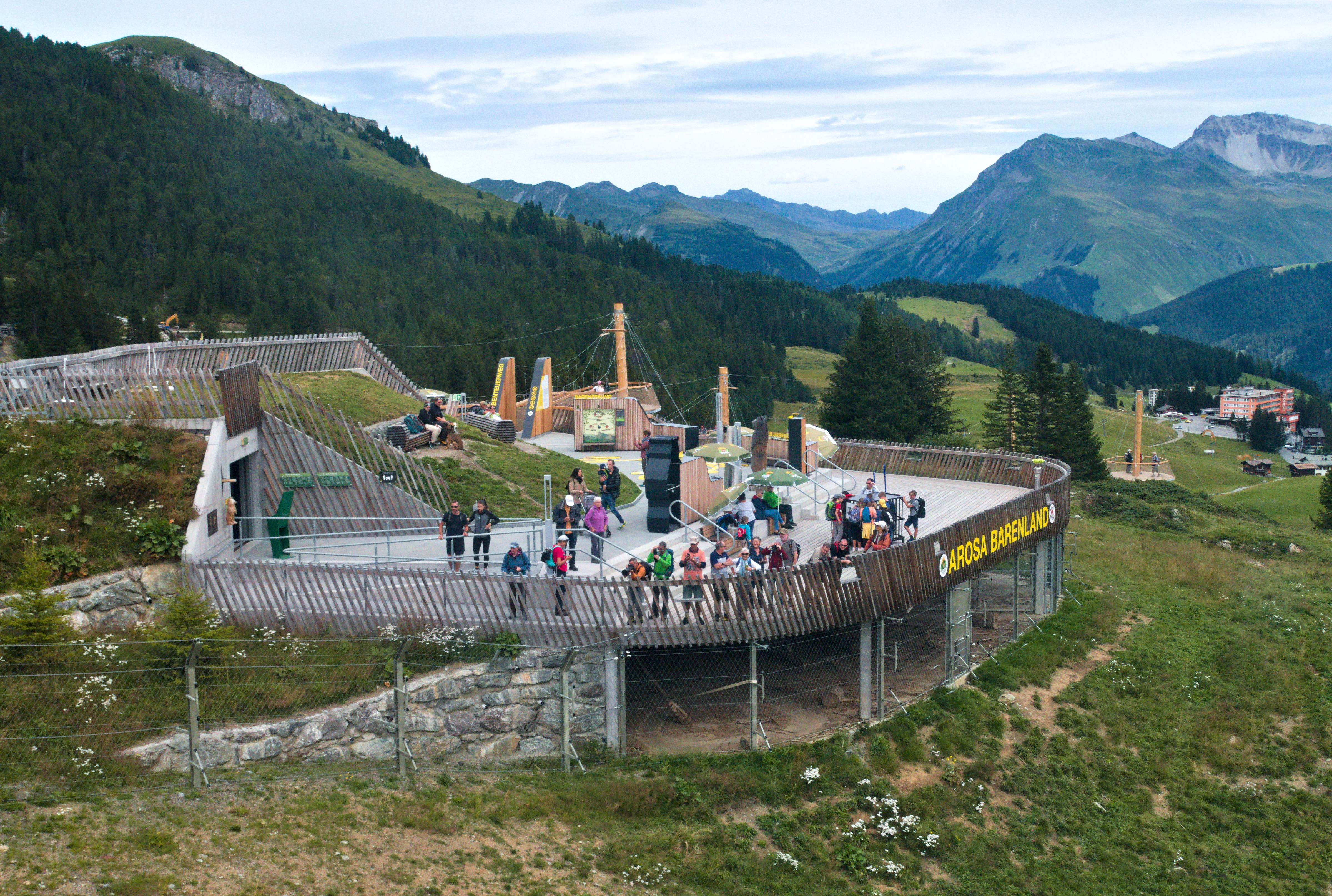
Arosa Bärenland bei der Weisshornbahn Mittelstation

Das Arosa Bärenland ist ein Bärenschutzzentrum bei Arosa im bündnerischen Schanfigg. Am 4. August 2018 wurde das Freigehege eröffnet. Es ist das erste Bärenschutzprojekt der Tierschutzorganisation Vier Pfoten in der Schweiz.
Das auf 2000 m. ü. M. gelegene Bärenland wurde in Kooperation mit Arosa Tourismus, der Gemeinde Arosa und den Arosa Bergbahnen realisiert.
Maximal fünf Bären aus schlechten Haltungsbedingungen finden in Arosa ein artgemässes neues Zuhause auf insgesamt rund 2,8 Hektaren. Jedem der Bären stehen 5000 Quadratmeter Fläche zur Verfügung. Die auch touristischen Zwecken dienende Anlage ist grundsätzlich von Juni bis Oktober durchgehend für Besucher geöffnet. Je nach Schneelage und Aktivität der Bären sind auch punktuelle Öffnungen ausserhalb dieser Zeit möglich.

## Entstehungsgeschichte

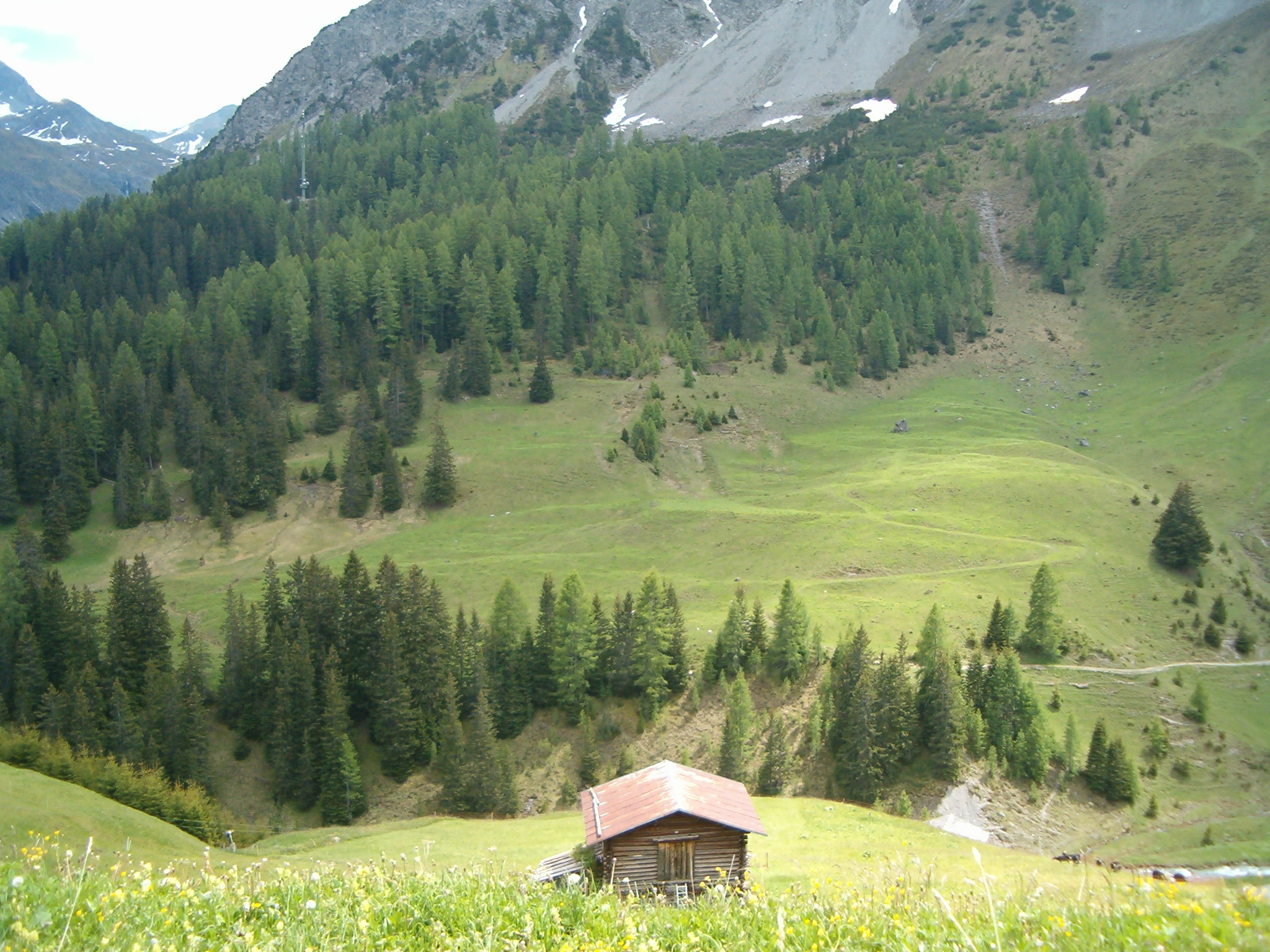
Das «Bärenbad» bei der ehemaligen Sprungschanze war 2010 als Standort des «Bärenparks Arosa» vorgesehen

Anfang 2010 suchte der Bärenpark Bern einen Platz für seine im Dezember 2009 geborenen Braunbärchen «Urs» und «Berna» (eigentlich: Ursina und Berna). Der Aroser Tourismusdirektor Pascal Jenny erkannte darin ein Potenzial zur Belebung des Sommertourismus im Schanfigg und erklärte im Juli 2010, Arosa wolle den beiden Jungbären ein neues, artgerechtes Zuhause bieten. Mit dem sogenannten Bärenbad am Schafrügg südlich der Plessur wurde rasch ein möglicher Standort für den neu aufzubauenden «Naturerlebnis- und Bärenpark Arosa» identifiziert. Am 24. Oktober 2010 führte Pascal Jenny zusammen mit Bernd Schildger, Direktor des Berner Bärenparks, Jürg Hadorn, Spezialist für Bärengehege, sowie dem ortskundigen Aroser Peter Meisser eine mehrstündige Begehung im Bärenbad durch. Das Areal wurde von den Fachleuten als geeignet erachtet, die Kosten waren auf 1,5 bis 2,5 Mio. Franken veranschlagt.
Arosa Tourismus (AT) stellte in der Folge ein Projektteam zusammen, dem der Aroser Gemeindepräsident Lorenzo Schmid, der Aroser Bürgermeister Christian Brunold, der Churer Wald- und Naturfachmann Urs Crotta sowie der Verhaltensbiologe und Leiter Tierpflege im Zoo Zürich, Hansi Schmid, angehörten. Zudem sprach AT einen Investitionskostenbeitrag von 300’000 Franken. Ziel der Projektleitung war es, den Bärenpark Arosa innert 18 Monaten zu realisieren. Die Bürgergemeinde Arosa weigerte sich jedoch, den Boden im Bärenbad für die Realisierung des Bärenparks zur Verfügung zu stellen. Das Projekt konnte somit vorerst nicht weiterverfolgt werden und die beiden Berner Jungbären mussten anderweitig vergeben werden.

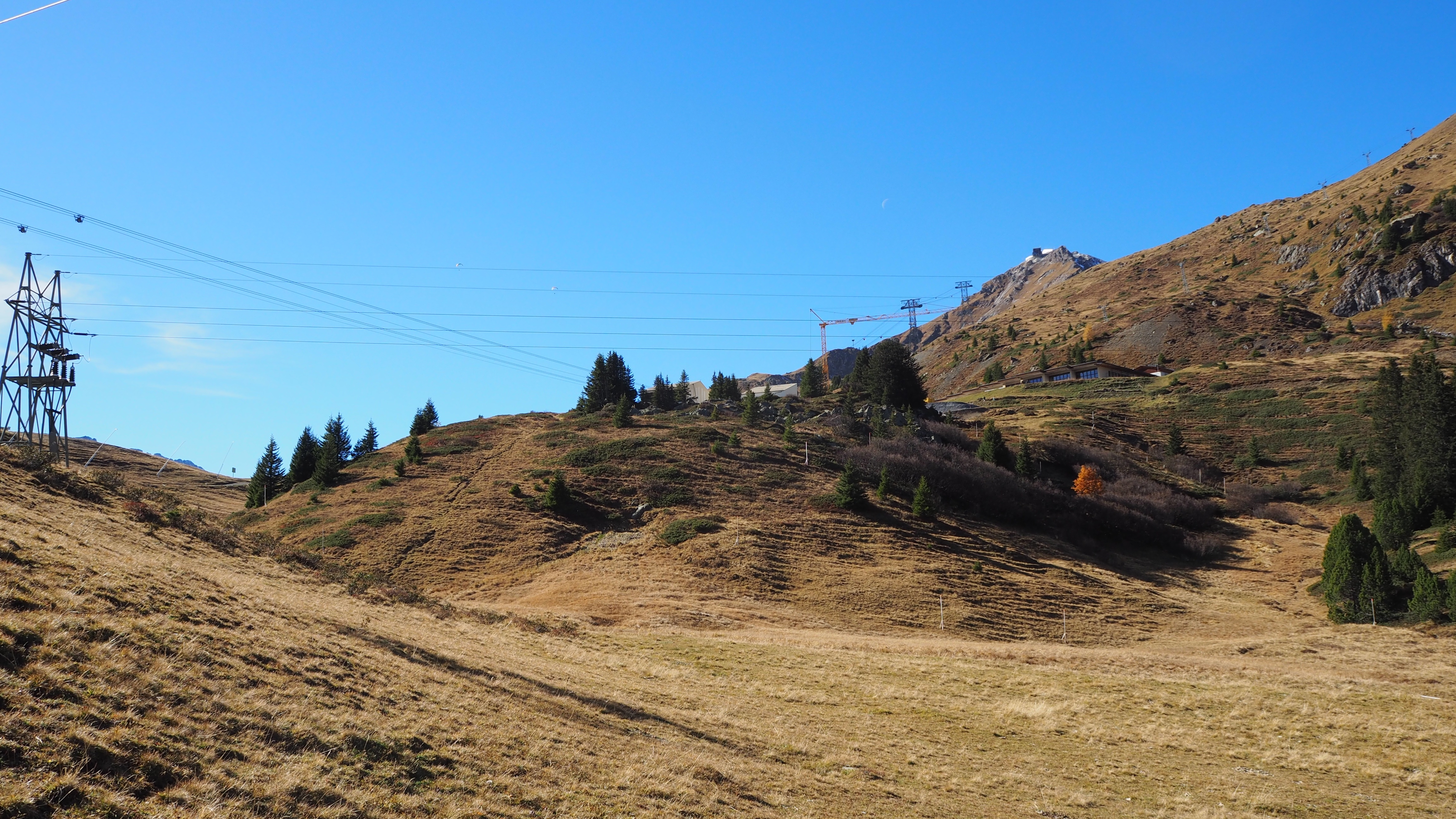
Das als Ersatz für das «Bärenbad» gefundene Gelände zwischen dem Tschuggen und der Mittleren Hütte

2012 wurde Pascal Jenny von «Vier Pfoten» angefragt, ob Arosa an der gemeinsamen Realisierung eines neuen alpinen Tierschutzzentrums für Bären interessiert wäre. Gemeinsam mit den Arosa Bergbahnen konnte so das Projekt in veränderter Form und unter dem neuen Namen «Bärenland Arosa» reaktiviert werden. Östlich der Mittelstation der Weisshornbahn wurde ein Standort ausfindig gemacht, der für eine Bärenanlage in touristischem Umfeld geradezu prädestiniert schien. Die Bürgergemeinde Chur als Grundeigentümerin war mit einer entsprechenden Nutzung einverstanden.
Unter der Führung der Co-Projektleiter Hansi Schmid und Stephan Oetiker sowie mit Unterstützung von Carsten Hertwig wurde das Projekt vorangetrieben. Am 27. November 2016 verabschiedete die Gemeinde Arosa mit einstimmigem Beschluss des Gemeindeparlaments und 78 Prozent Ja-Stimmen seitens der Einwohnerschaft die entsprechende Teilrevision der Ortsplanung, welche die Bündner Regierung am 17. Mai 2017 genehmigte. Am 24. Mai 2017 wurde zwecks Umsetzung des Vorhabens die Stiftung «Arosa Bären» gegründet. Der Kanton Graubünden stufte das Bärenland Arosa als systemrelevante touristische Infrastruktur ein und sprach einen Unterstützungsbeitrag von 1,2 Mio. Franken.
Nach einigen Verzögerungen wurde am 31. August 2017 mit den Bauarbeiten begonnen. Der erste Bewohner, Braunbär «Napa», bezog am 4. Juli 2018 Quartier. Die offizielle Eröffnung der nun «Arosa Bärenland» genannten Anlage fand nach erfolgter Eingewöhnung von Napa am 4. und 5. August 2018 unter Anwesenheit von viel Prominenz und einer Rede von Bundesrätin Doris Leuthard statt.

## Konzept

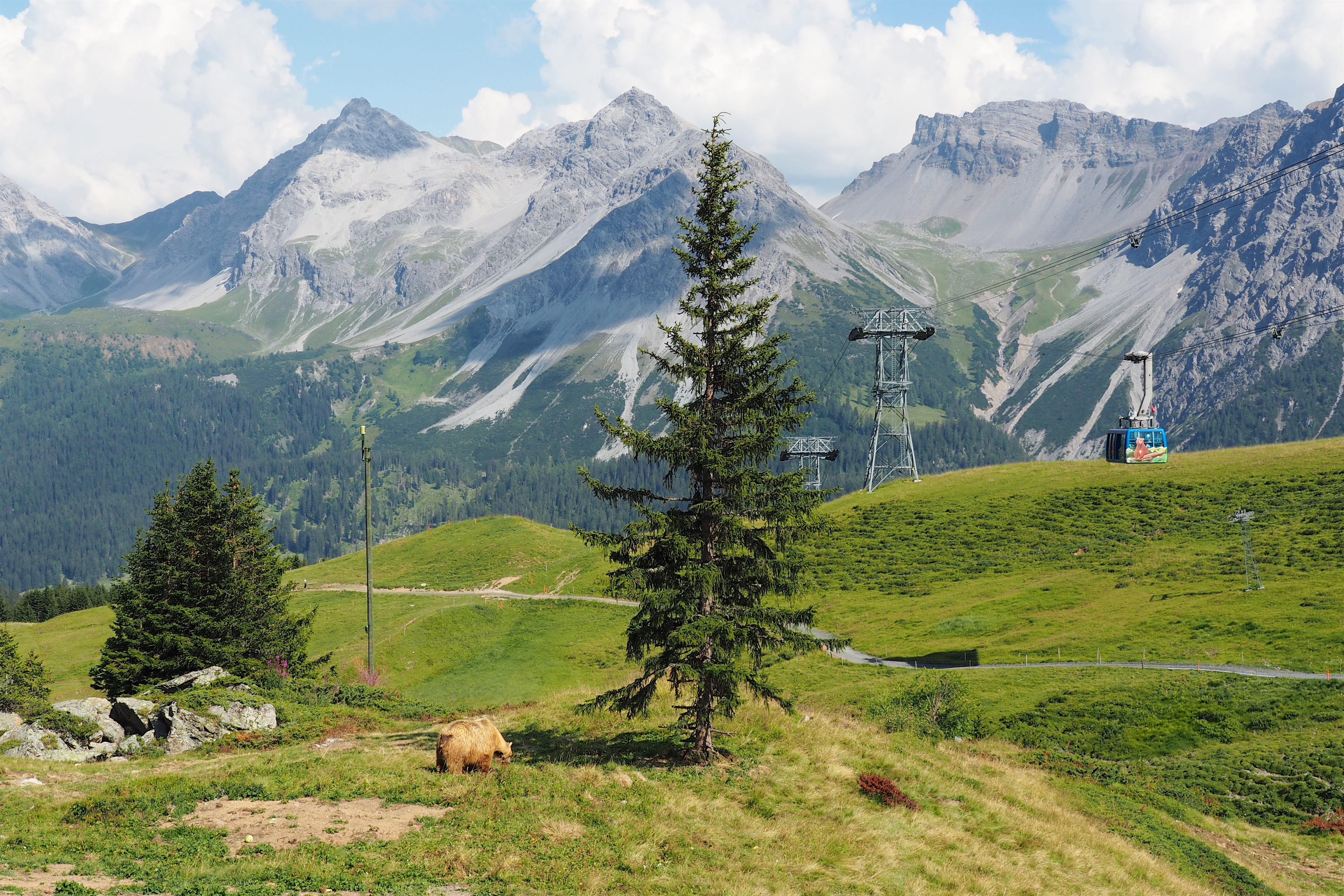
Das Konzept des Arosa Bärenlands beinhaltet tierschützerische und touristische Elemente

Bären in Gefangenschaft können nicht mehr ausgewildert werden. Sie sind zu sehr an den Menschen gewöhnt und könnten dadurch erhebliche Schäden anrichten, die wahrscheinlich den Abschuss des Tieres zur Folge hätten. Durch schlechte Haltungsbedingungen sind viele Individuen erheblich verhaltensgestört. Das Arosa Bärenland bietet solchen Bären die Möglichkeit, Instinkte und ihr natürliches Verhalten wiederzuentdecken.
Obschon das Arosa Bärenland auch eine touristische Funktion erfüllt, wird der direkte Kontakt zwischen Mensch und Tier auf ein Minimum reduziert. Die Bären sollen die Möglichkeit haben, sich ihren eigenen Tagesablauf zu schaffen und allenfalls auch eine Winterruhe zu halten.
Im Arosa Bärenland wird keine Nachzucht von Wildtieren in Gefangenschaft betrieben. Das Arosa Bärenland übernimmt das Konzept der Nullzuchtstrategie von Vier Pfoten und bietet ausschliesslich misshandelten und von der Tierschutzgesellschaft geretteten Bären ein Zuhause. Ein gezüchteter Jungbär würde einem misshandelten Bär den Platz wegnehmen.

## Die Anlage

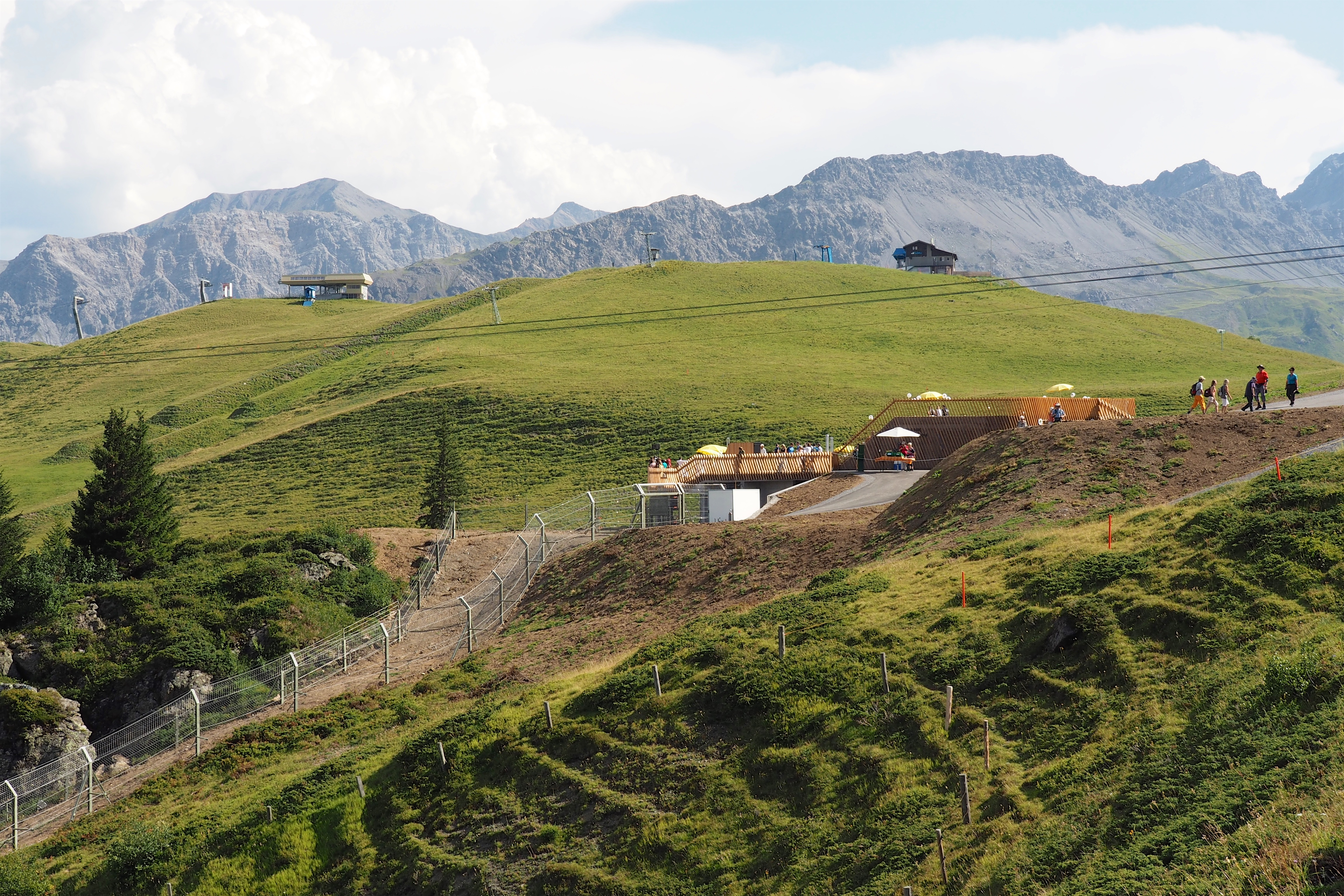
Blick über das Arosa Bärenland zum Tschuggen

Das abwechslungsreich strukturierte Gelände in der Naturlandschaft Arlenwald-Tschuggen mitten im Ski- und Wandergebiet von Arosa bietet Bären ein tiergerechtes Zuhause. Die mit hohen Zäunen gesicherte Aussenanlage ist in zwei Sektoren unterteilt, die es ermöglichen, die Bären voneinander zu trennen und zur Fütterung in ein anderes Areal zu schleusen. Die Bären können hier ihre natürlichen Verhaltensweisen ausleben, baden, graben, umherstreifen, klettern und die arttypische Winterruhe halten. Unter der Besucherplattform befindet sich die Innenanlage, die fünf Ställe mit je einer Höhle sowie mehrere Zusatzgehege enthält. Kameras ermöglichen es, die Bären in der Innenanlage und in den Höhlen zu beobachten, ohne sie zu stören. Es wurde zudem eine Veterinärstation integriert.
Das Areal wurde im Baurecht übernommen. Ein Besucherzentrum wurde errichtet, das über die Arbeit von «Vier Pfoten» und dessen Bärenschutzprojekte aufklären soll. Weiter behandeln ergänzende Inszenierungen wie ein 600 Quadratmeter grosser Bärenspielplatz oder die Bären-Minigolfanlage auf dem Dach der benachbarten Pistenbully-Garage den pädagogischen Auftrag in Bezug auf den Braunbären im Allgemeinen und in der Schweiz im Speziellen.
Die Gesamtkosten von gut 6,5 Mio. Franken werden grösstenteils von «Vier Pfoten», der WK Stiftung für das Tier, der Hans Vontobel-Stiftung zur Förderung des Gemeinwohls und privaten Gönnern getragen. Neben dem namhaften Beitrag des Kantons Graubünden steuerte Arosa Tourismus 300’000 Franken an die Inszenierung der Umgebung des Besucherzentrums bei. Der Betrieb der Anlage kostet jährlich rund 320’000 Franken, die vorwiegend über die Eintrittsgebühren und Spenden finanziert werden.

### Die Bären

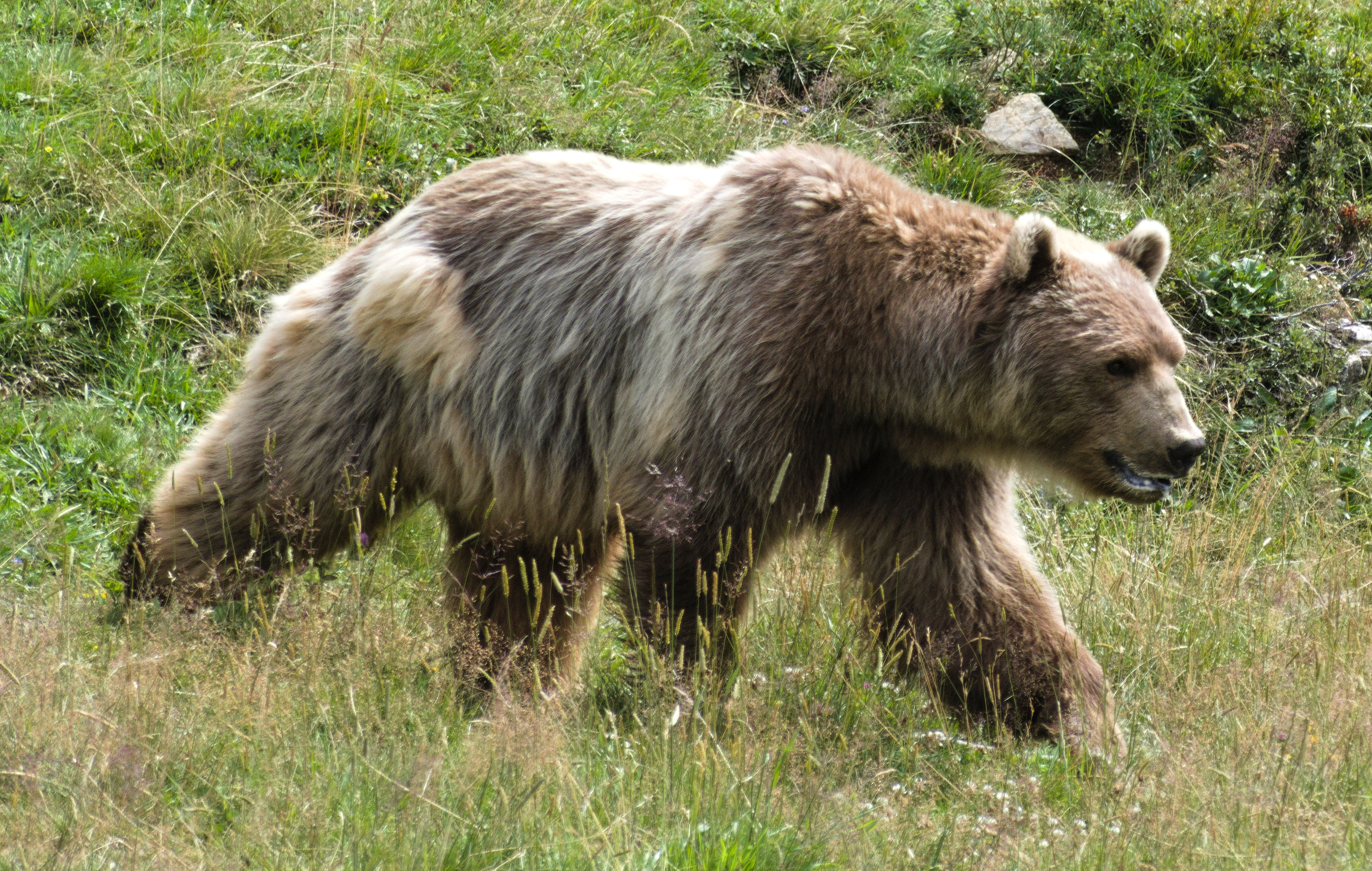
Braunbär Napa, der erste Bewohner des Arosa Bärenlands

«Napa», der erste Bewohner des Arosa Bärenlands, kam 2006 als Kreuzung aus Braun- und Eisbär auf die Welt. Er tourte mit dem Kleinzirkus „Corona“ durch Serbien. 2009 wurde in Serbien ein Wildtierverbot für Zirkusse erlassen. Der Zirkus wusste nicht wohin mit dem Bären und sperrte ihn mit zwei weiteren Artgenossen auf einem heruntergekommenen Areal in kleinen Käfigen ein, die im Freien standen. Jahrelang vegetierte Napa in einem nur sechs Quadratmeter kleinen und zu niedrigen Einzelkäfig dahin, wo er sich weder ganz aufrichten noch umdrehen konnte.
«Vier Pfoten» verlegte ihn gegen Ende 2016 in die Nähe von Subotica, wo er im Zoo von Palić zwei weitere Jahre in einer etwas grösseren Anlage verbrachte. Da er dort aus Kapazitätsgründen nicht länger bleiben konnte, wurde er Anfang Juli 2018 in mit der Tierambulanz von «Vier Pfoten» nach Arosa transportiert. Die letzte Wegstrecke zwischen dem Bahnhof Arosa und dem Bärenland legte das rund 280 Kilogramm schwere Tier in der Gondel der Weisshornbahn zurück.
Napa lebte sich gut in seiner neuen Umgebung ein. Nach einer vor Ort durchgeführten Zahnoperation und Kastration entwickelte er sich rasch zu einem Aushängeschild und Werbeträger des Arosa Bärenlands. 2019 wurde eine Epilepsie diagnostiziert. Nachdem die Behandlung keine Wirkung mehr gezeigt hatte, wurde Napa Anfang November 2020 eingeschläfert.
Seit Februar 2019 bewohnen mit «Amelia» und «Meimo» zwei weitere Braunbären das Arosa Bärenland. Die Geschwister wurden aus einem Mini-Zoo in Albanien gerettet.
Im Dezember 2020 zog die ehemalige ukrainische Zirkusbärin «Jambolina» im Arosa Bärenland ein. Am 5. August 2021 verstarb Jambolina unerwartet bei einem veterinärmedizinischen Routineeingriff an akutem Herz-Kreislauf-Versagen.
Am 20. Mai 2022 trafen die beiden 18-jährigen Braunbärengeschwister «Jamila» und «Sam» im Arosa Bärenland ein. Die Tiere verbrachten ihr bisheriges Leben einzeln in einer nicht artgemässen Anlage im Zoo Skopje und mussten im Zusammenhang mit einer anstehenden Renovation des Zoogeheges umplatziert werden.

### Pflege

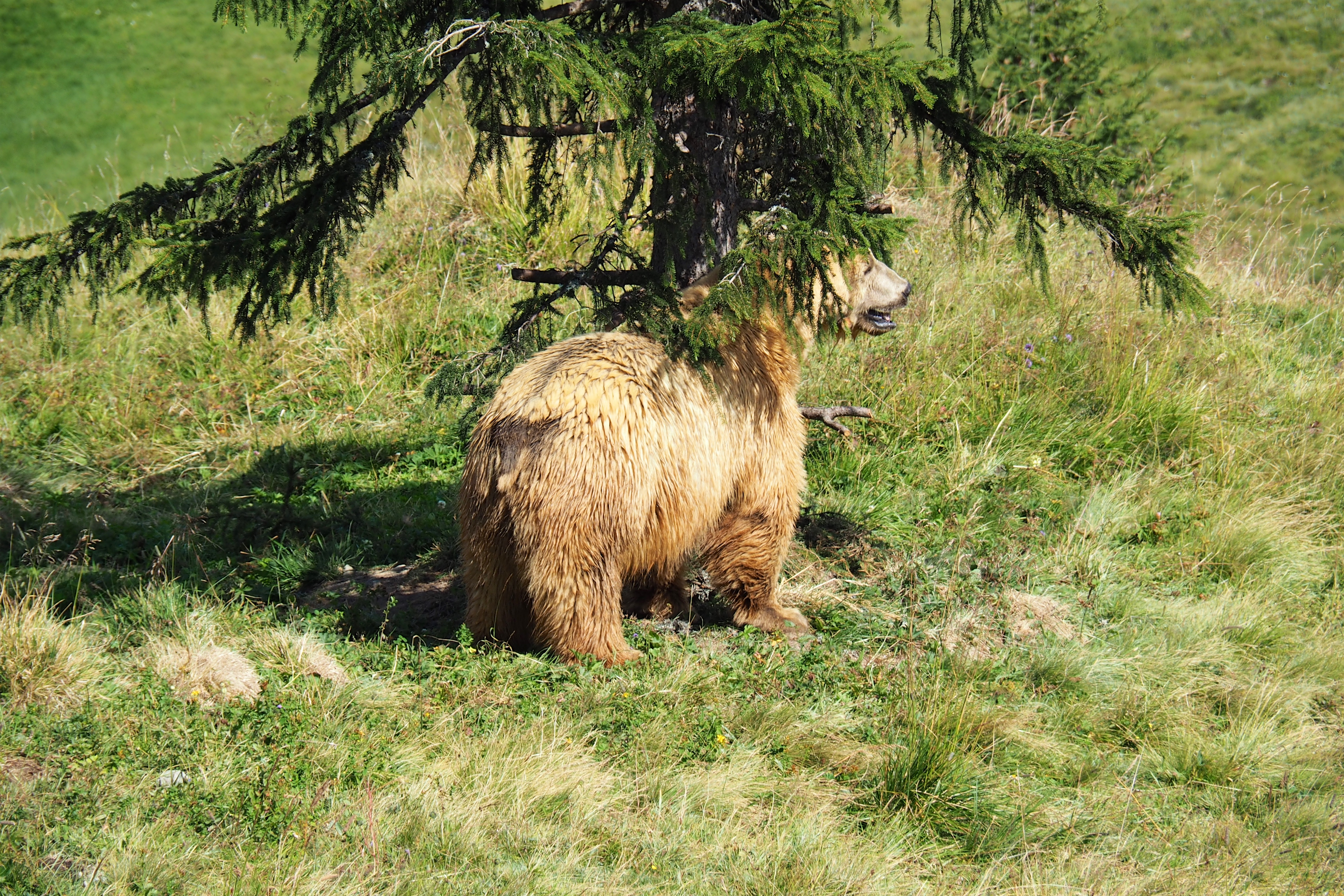
Napa sucht das Gehege nach für ihn versteckten Nahrungsmitteln ab

Napa hatte in den langen Jahren seiner Gefangenschaft Verhaltensstörungen ausgebildet, die nun er unter den neuen Lebensbedingungen nach und nach ablegt. Hierfür wird sein neuer Lebensraum bereichert, um sein natürliches Verhalten zu fördern.
Ziel ist, für sämtliche Tiere im Arosa Bärenland Bedingungen zu schaffen, die sich an ihrem Leben in freier Wildbahn orientieren. So wird zum Beispiel die Nahrung versteckt, so dass der Bär einen Grossteil seiner Zeit wie in freier Wildbahn mit Nahrungssuche beschäftigt ist. Hierbei wird man künftig darauf achten, dass für jeden Bären genügend Nahrung zur Verfügung steht, sodass es zu wenig Kämpfen um das Futter kommt.
Erfahrene Tierpfleger und weitere Fachleute betreuen die Bären individuell, damit sie von ihren gesundheitlichen Leiden und stereotypen Verhaltensweisen genesen. Das Verhalten der Bären wird beobachtet und dokumentiert.
Obwohl Braunbären in freier Wildbahn Einzelgänger sind, ist geplant, sie im Arosa Bärenland teilweise zu „vergesellschaften“. Das Zusammenleben in kleinen Gruppen kann sich positiv auf ihr Verhalten auswirken, sofern man die richtigen Partner findet. Unter kontrollierten Bedingungen kann die Nähe von Artgenossen für die Bären bereichernd sein.

### Das Gehege

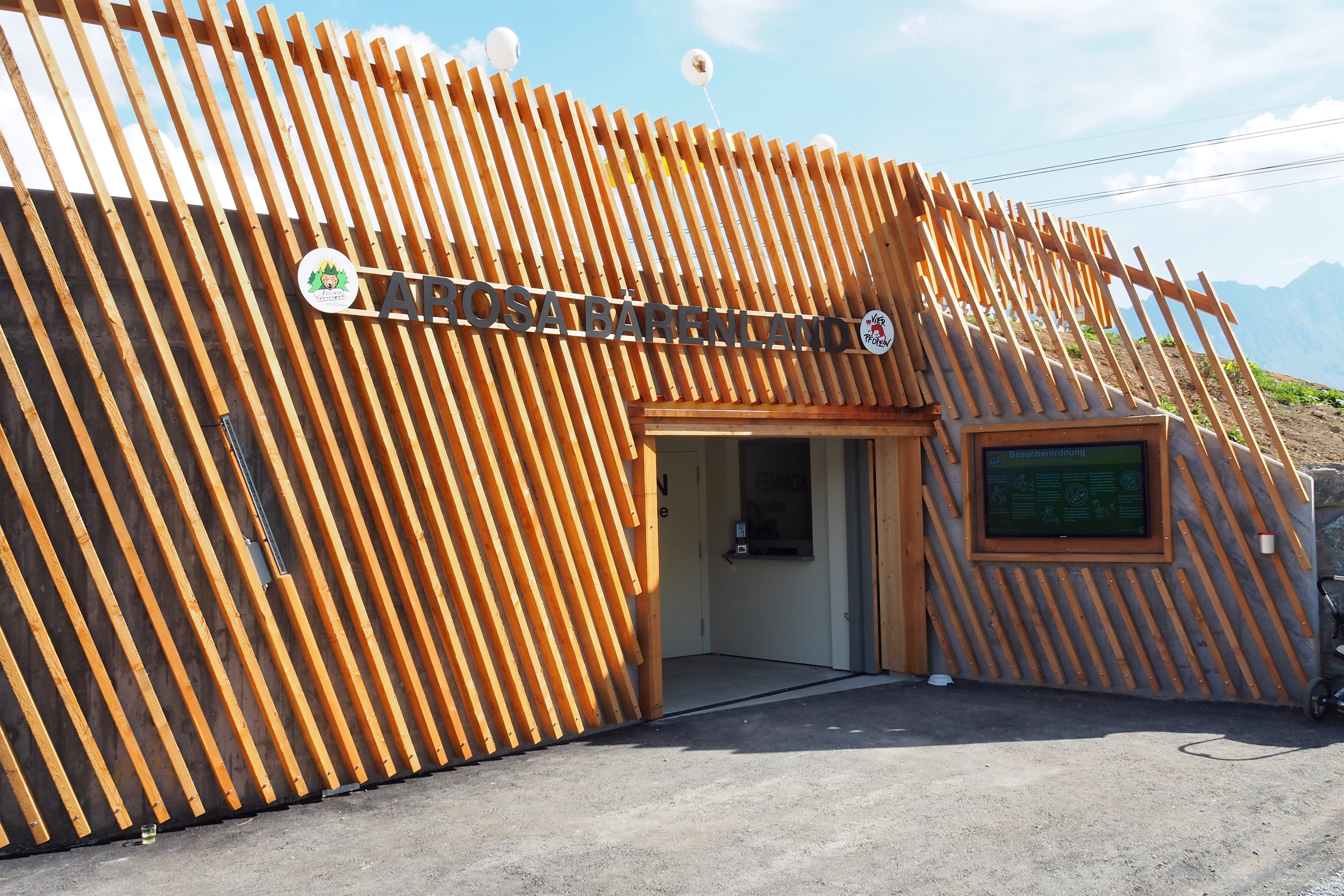
Eingang zum Besucherzentrum

Im 2,8 ha grossen abgezäunten Areal befinden sich u. a. drei Teiche, ein Bachlauf, Sträucher, Felsen, ein kleiner Nadelwald sowie Unterschlupfmöglichkeiten für die Bären. In der naturnahen Umgebung können die Tiere ihre Instinkte wieder entdecken und die für sie bereitgestellten Objekte erkunden sowie den Grossteil des Tages mit der Futtersuche verbringen.

### Besucherzentrum Weisshorn Mittelstation
Das Arosa Bärenland ist während der Sommersaison täglich geöffnet. Im Besucherzentrum können sich Interessierte über die Vergangenheit der Bären sowie über das natürliche verhalten von Bären informieren. Das Areal ist nur auf der offenen Besucherplattform begehbar, um den Tieren genügend Rückzugsmöglichkeiten zu bieten.

## Sonstiges

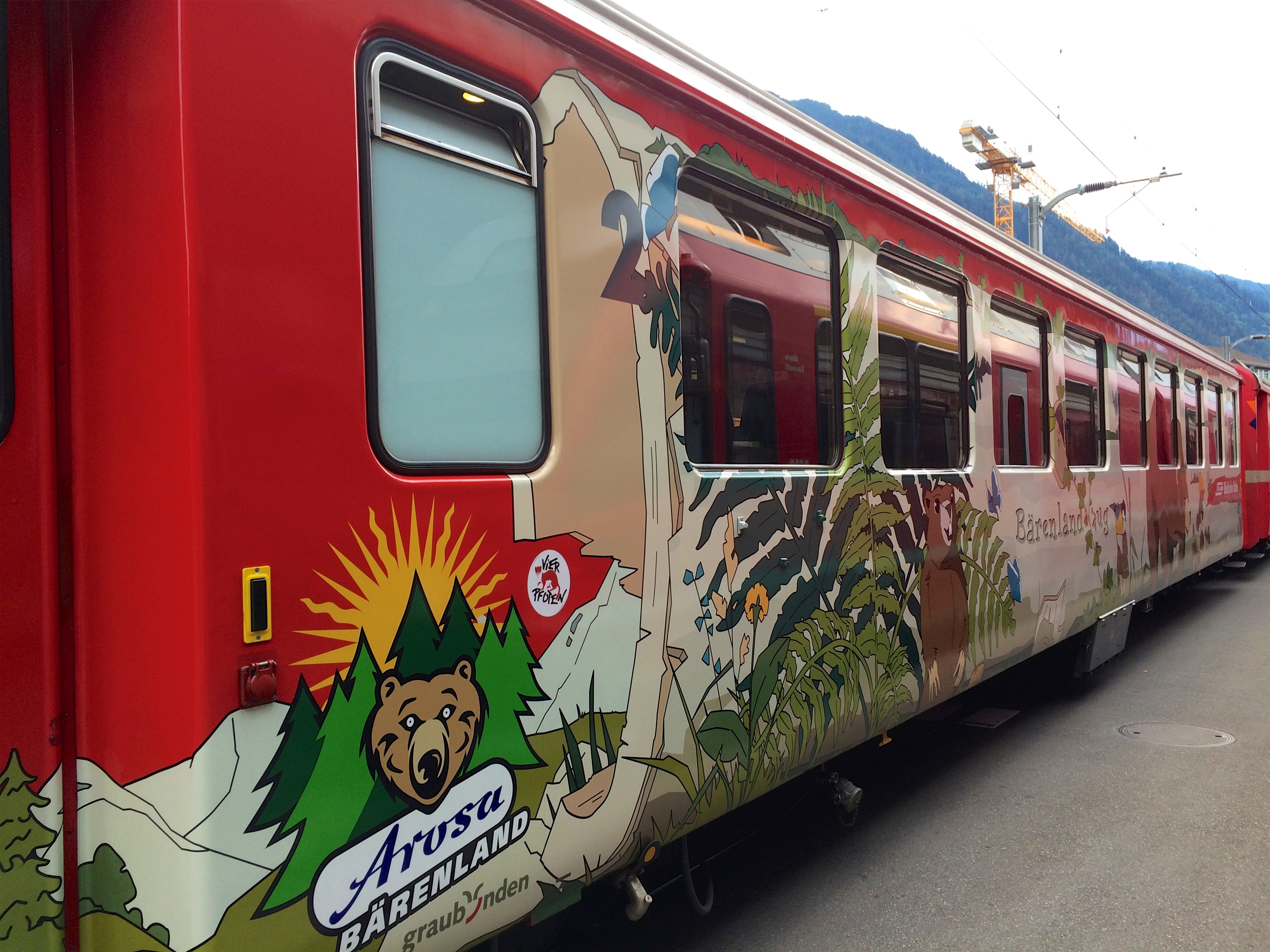
Eisenbahnwagen der Arosabahn im Bärenland-Design

Die Rhätische Bahn führte auf der Arosalinie drei speziell gestaltete Bärenlandwagen ein. In diesen Themenwagen können sich Besucher, insbesondere Familien, bereits während der Anreise auf das Bärenland Arosa einstimmen.
Offizielle Botschafter für das Arosa Bärenland sind unter anderem Elias Ambühl, Frank Baumann, Monika Fasnacht, Andrea Zogg und David Bittner.
Mitte Oktober 2021 tagte die Kommission für Umwelt, Raumplanung und Energie (UREK) des Ständerats mit Umweltministerin Simonetta Sommaruga auf Einladung von Ständerat Martin Schmid in Arosa. Auf dem Programm stand für die Politiker unter anderem ein Besuch im Arosa Bärenland.